# Samenstelling Belgische Senaat 1904-1908
De lijst van leden van de Belgische Senaat van 1904 tot 1908. De Senaat telde toen 110 zetels. Op 29 mei 1904 werden 43 van de 83 senatoren rechtstreeks verkozen, meer bepaald in de kieskringen Antwerpen, Mechelen-Turnhout, Brussel, Leuven, Nijvel, Kortrijk-Ieper, Brugge, Roeselare-Tielt, Veurne-Diksmuide-Oostende, Namen-Dinant-Philippeville en Aarlen-Marche-Bastenaken-Neufchâteau-Virton.
Het nationale kiesstelsel was in die periode gebaseerd op algemeen meervoudig stemrecht, volgens een systeem van evenredige vertegenwoordiging op basis van de Methode-D'Hondt, gecombineerd met een districtenstelsel. Naargelang opleiding, cijns die men betaalde of een combinatie van beide kregen alle mannelijke Belgen van 25 jaar en ouder respectievelijk één, twee of drie stemmen. Daarnaast waren er ook 27 provinciale senatoren, aangeduid door de provincieraden en vanaf november 1906 was er ook een senator van rechtswege. Hierdoor waren er vanaf november 1906 111 zetels in de Senaat.
De legislatuur liep van 8 november 1904 tot 8 mei 1908. Tijdens deze legislatuur waren achtereenvolgens de regering-De Smet de Naeyer II (augustus 1899 - mei 1907), de regering-De Trooz (mei - december 1907) en de regering-Schollaert (januari 1908 - juni 1911) in functie. Dit waren allemaal katholieke meerderheden. De oppositie bestond dus uit de liberalen en de socialisten.

## Samenstelling
| Begin legislatuur (1904) | Begin legislatuur (1904) | Begin legislatuur (1904) | Begin legislatuur (1904) | Begin legislatuur (1904) | Einde legislatuur (1908) | Einde legislatuur (1908) | Einde legislatuur (1908) |
| Fractie                  | Fractie                  | Rechtstr.                | Prov.                    | Tot.                     | Fractie                  | Fractie                  | Zetels                   |
| ------------------------ | ------------------------ | ------------------------ | ------------------------ | ------------------------ | ------------------------ | ------------------------ | ------------------------ |
|                          | Katholieken              | 45                       | 16                       | 61                       |                          | Katholieken              | 62                       |
|                          | Liberalen                | 34                       | 7                        | 41                       |                          | Liberalen                | 39                       |
|                          | Socialisten              | 4                        | 4                        | 8                        |                          | Socialisten              | 9                        |

Wijzigingen in fractiesamenstelling:
- In 1904 overlijdt de liberaal Vital Decoster (provinciaal senator). Zijn opvolger wordt de socialist Ferdinand Elbers.
- In 1907 overlijdt de liberaal Charles Boëyé (rechtstreeks gekozen senator). Zijn opvolger wordt de katholiek Léon De Bruyn.

## Lijst van de senatoren
| Senator                                 | Partij    | Aanduiding                   | Kieskring                                   | Provincie       | Opmerkingen |
| --------------------------------------- | --------- | ---------------------------- | ------------------------------------------- | --------------- | --- |
| Maurice de Ramaix                       | Katholiek | Rechtstreeks gekozen senator | Antwerpen                                   | -               | Vervangt vanaf 8 november 1904 de overleden Raymond Steenackers. |
| Alfred de Vinck de Winnezeele           | Katholiek | Rechtstreeks gekozen senator | Antwerpen                                   | -               | |
| Louis Le Clef                           | Katholiek | Rechtstreeks gekozen senator | Antwerpen                                   | -               | |
| Adolphe Verspreeuwen                    | Liberaal  | Rechtstreeks gekozen senator | Antwerpen                                   | -               | |
| Eugène Van de Walle                     | Liberaal  | Rechtstreeks gekozen senator | Antwerpen                                   | -               | |
| Arthur Van Den Nest                     | Liberaal  | Rechtstreeks gekozen senator | Antwerpen                                   | -               | |
| René van de Werve                       | Katholiek | Rechtstreeks gekozen senator | Mechelen-Turnhout                           | -               | |
| Henri de Merode-Westerloo               | Katholiek | Rechtstreeks gekozen senator | Mechelen-Turnhout                           | -               | Senaatsvoorzitter en voorzitter van de commissie Buitenlandse Zaken. |
| Charles Cools                           | Katholiek | Rechtstreeks gekozen senator | Mechelen-Turnhout                           | -               | Vervangt vanaf 12 maart 1907 de overleden Raymond de Meester de Betzenbroeck. |
| Ernest Bergmann                         | Liberaal  | Rechtstreeks gekozen senator | Mechelen-Turnhout                           | -               | |
| Alexandre Braun                         | Katholiek | Rechtstreeks gekozen senator | Brussel                                     | -               | |
| Edmond Mesens                           | Katholiek | Rechtstreeks gekozen senator | Brussel                                     | -               | |
| Hippolyte d'Ursel                       | Katholiek | Rechtstreeks gekozen senator | Brussel                                     | -               | Vervangt vanaf 27 december 1905 Adhémar de Steenhault de Waerbeek, die om gezondheidsredenen ontslag neemt.                                                                            |
| Georges Dupret                          | Katholiek | Rechtstreeks gekozen senator | Brussel                                     | -               | Vervangt vanaf 13 december 1904 Ferdinand Elbers (Socialist), die niet aan de voorwaarden voldoet om senator te kunnen worden.                                                         |
| Ferdinand de Marnix de Sainte-Aldegonde | Katholiek | Rechtstreeks gekozen senator | Brussel                                     | -               | Verkozen op een onafhankelijke katholieke lijst. |
| Victor Allard                           | Katholiek | Rechtstreeks gekozen senator | Brussel                                     | -               | Vanaf 29 mei 1907 voorzitter van de commissie Financiën. |
| François Prosper Hanrez                 | Liberaal  | Rechtstreeks gekozen senator | Brussel                                     | -               | |
| Emile De Mot                            | Liberaal  | Rechtstreeks gekozen senator | Brussel                                     | -               | |
| Auguste Lambiotte                       | Liberaal  | Rechtstreeks gekozen senator | Brussel                                     | -               | |
| Samson Wiener                           | Liberaal  | Rechtstreeks gekozen senator | Brussel                                     | -               | |
| Jean-Baptiste Henderickx                | Socialist | Rechtstreeks gekozen senator | Brussel                                     | -               | |
| Léon Vanderkelen                        | Liberaal  | Rechtstreeks gekozen senator | Leuven                                      | -               | |
| Edouard Descamps                        | Katholiek | Rechtstreeks gekozen senator | Leuven                                      | -               | Tot 2 mei 1907 voorzitter van de commissie Financiën en Openbare Werken. |
| Jules Roberti                           | Katholiek | Rechtstreeks gekozen senator | Leuven                                      | -               | |
| Léon Pastur                             | Katholiek | Rechtstreeks gekozen senator | Nijvel                                      | -               | Vervangt vanaf 31 maart 1908 de overleden Eugène Dumont. |
| Jean Brulé                              | Liberaal  | Rechtstreeks gekozen senator | Nijvel                                      | -               | |
| Léon van Ockerhout                      | Katholiek | Rechtstreeks gekozen senator | Brugge                                      | -               | |
| Alfred de Lanier                        | Liberaal  | Rechtstreeks gekozen senator | Brugge                                      | -               | |
| Aloïs Verbeke                           | Liberaal  | Rechtstreeks gekozen senator | Veurne-Diksmuide-Oostende                   | -               | |
| Thierry de Limburg Stirum               | Katholiek | Rechtstreeks gekozen senator | Veurne-Diksmuide-Oostende                   | -               | |
| Adile Eugène Mulle de ter Schueren      | Katholiek | Rechtstreeks gekozen senator | Roeselare-Tielt                             | -               | |
| Fernand de Jonghe d'Ardoye              | Katholiek | Rechtstreeks gekozen senator | Roeselare-Tielt                             | -               | Quaestor. |
| Paul Vandenpeereboom                    | Katholiek | Rechtstreeks gekozen senator | Kortrijk-Ieper                              | -               | |
| Gaston de Vinck                         | Katholiek | Rechtstreeks gekozen senator | Kortrijk-Ieper                              | -               | |
| Georges Vercruysse                      | Katholiek | Rechtstreeks gekozen senator | Kortrijk-Ieper                              | -               | |
| Vital De Ridder                         | Liberaal  | Rechtstreeks gekozen senator | Kortrijk-Ieper                              | -               | |
| Edgard de Kerchove d'Ousselghem         | Katholiek | Rechtstreeks gekozen senator | Gent-Eeklo                                  | -               | |
| Arnold t'Kint de Roodenbeke             | Katholiek | Rechtstreeks gekozen senator | Gent-Eeklo                                  | -               | |
| Astère Vercruysse de Solart             | Katholiek | Rechtstreeks gekozen senator | Gent-Eeklo                                  | -               | Vanaf 29 mei 1907 voorzitter van de commissie Openbare Werken. |
| Camille Isidore De Bast                 | Liberaal  | Rechtstreeks gekozen senator | Gent-Eeklo                                  | -               | Vervangt vanaf 12 maart 1907 de overleden Hippolyte Lippens. |
| Adolphe Devos                           | Liberaal  | Rechtstreeks gekozen senator | Gent-Eeklo                                  | -               | |
| Honoré Limpens                          | Katholiek | Rechtstreeks gekozen senator | Dendermonde-Sint-Niklaas                    | -               | Vervangt vanaf 30 januari 1908 de overleden Florimond de Brouchoven de Bergeyck. De Brouchoven de Bergeyck was tot aan zijn dood op 3 januari 1908 voorzitter van de commissie Oorlog. |
| Henri Mertens                           | Katholiek | Rechtstreeks gekozen senator | Dendermonde-Sint-Niklaas                    | -               | |
| Adolphe Christyn de Ribaucourt          | Katholiek | Rechtstreeks gekozen senator | Dendermonde-Sint-Niklaas                    | -               | Secretaris en voorzitter van de commissie Landbouw. |
| Léon De Bruyn                           | Katholiek | Rechtstreeks gekozen senator | Dendermonde-Sint-Niklaas                    | -               | Vervangt vanaf 12 november 1907 de overleden Charles Boëyé (Liberaal). |
| Charles Van Vreckem                     | Katholiek | Rechtstreeks gekozen senator | Oudenaarde-Aalst                            | -               | |
| Eugène de Kerchove d'Exaerde            | Katholiek | Rechtstreeks gekozen senator | Oudenaarde-Aalst                            | -               | |
| Paul Raepsaet                           | Katholiek | Rechtstreeks gekozen senator | Oudenaarde-Aalst                            | -               | |
| Hyacinthe Bernaeijge                    | Liberaal  | Rechtstreeks gekozen senator | Oudenaarde-Aalst                            | -               | |
| Armand Hubert                           | Katholiek | Rechtstreeks gekozen senator | Bergen-Zinnik                               | -               | |
| Alphonse Vandevelde                     | Katholiek | Rechtstreeks gekozen senator | Bergen-Zinnik                               | -               | |
| Gustave Boël                            | Liberaal  | Rechtstreeks gekozen senator | Bergen-Zinnik                               | -               | |
| Alfred Chevalier                        | Liberaal  | Rechtstreeks gekozen senator | Bergen-Zinnik                               | -               | Vervangt vanaf 9 augustus 1905 de overleden Henry Sainctelette. |
| Fernand Defuisseaux                     | Socialist | Rechtstreeks gekozen senator | Bergen-Zinnik                               | -               | |
| Emile Huet                              | Liberaal  | Rechtstreeks gekozen senator | Doornik-Aat                                 | -               | |
| Oscar de Séjournet de Rameignies        | Liberaal  | Rechtstreeks gekozen senator | Doornik-Aat                                 | -               | |
| Alphonse Stiénon du Pré                 | Katholiek | Rechtstreeks gekozen senator | Doornik-Aat                                 | -               | |
| Amaury Werner de Merode                 | Katholiek | Rechtstreeks gekozen senator | Charleroi-Thuin                             | -               | |
| Jules Audent                            | Liberaal  | Rechtstreeks gekozen senator | Charleroi-Thuin                             | -               | |
| Edmond Steurs                           | Liberaal  | Rechtstreeks gekozen senator | Charleroi-Thuin                             | -               | |
| Félix Février                           | Liberaal  | Rechtstreeks gekozen senator | Charleroi-Thuin                             | -               | |
| Auguste Houzeau de Lehaie               | Socialist | Rechtstreeks gekozen senator | Charleroi-Thuin                             | -               | |
| Armand Libioulle                        | Socialist | Rechtstreeks gekozen senator | Charleroi-Thuin                             | -               | |
| Richard Lamarche                        | Katholiek | Rechtstreeks gekozen senator | Luik                                        | -               | |
| Jean Keppene                            | Liberaal  | Rechtstreeks gekozen senator | Luik                                        | -               | |
| Alfred Magis                            | Liberaal  | Rechtstreeks gekozen senator | Luik                                        | -               | |
| Emile Dupont                            | Liberaal  | Rechtstreeks gekozen senator | Luik                                        | -               | Ondervoorzitter en voorzitter van de commissie Justitie. Eveneens voorzitter van de liberale fractie.                                                                                  |
| Charles Clément                         | Liberaal  | Rechtstreeks gekozen senator | Luik                                        | -               | |
| Armand Fléchet                          | Liberaal  | Rechtstreeks gekozen senator | Luik                                        | -               | |
| Charles-Léon Naveau                     | Liberaal  | Rechtstreeks gekozen senator | Hoei-Borgworm                               | -               | |
| Dieudonné Alfred Ancion                 | Katholiek | Rechtstreeks gekozen senator | Hoei-Borgworm                               | -               | |
| Alfred Simonis                          | Katholiek | Rechtstreeks gekozen senator | Verviers                                    | -               | Ondervoorzitter en voorzitter van de commissie Arbeid en Nijverheid. |
| Edouard Peltzer de Clermont             | Liberaal  | Rechtstreeks gekozen senator | Verviers                                    | -               | Vervangt vanaf 13 april 1905 de overleden Léon d'Andrimont. |
| Edmond Whettnall                        | Katholiek | Rechtstreeks gekozen senator | Hasselt-Tongeren-Maaseik                    | -               | Quaestor. |
| Theodore de Renesse                     | Katholiek | Rechtstreeks gekozen senator | Hasselt-Tongeren-Maaseik                    | -               | |
| Charles Arthur de Hemricourt de Grunne  | Katholiek | Rechtstreeks gekozen senator | Hasselt-Tongeren-Maaseik                    | -               | Secretaris. |
| Joseph Devolder                         | Katholiek | Rechtstreeks gekozen senator | Aarlen-Marche-Bastenaken-Neufchâteau-Virton | -               | |
| Alfred Orban de Xivry                   | Katholiek | Rechtstreeks gekozen senator | Aarlen-Marche-Bastenaken-Neufchâteau-Virton | -               | |
| Théophile Finet                         | Liberaal  | Rechtstreeks gekozen senator | Aarlen-Marche-Bastenaken-Neufchâteau-Virton | -               | |
| Ernest Mélot                            | Katholiek | Rechtstreeks gekozen senator | Namen-Dinant-Philippeville                  | -               | Vanaf 29 mei 1907 voorzitter van de commissie Kunsten en Wetenschappen. |
| Alfred d'Huart                          | Katholiek | Rechtstreeks gekozen senator | Namen-Dinant-Philippeville                  | -               | Secretaris. |
| Alfred Février                          | Liberaal  | Rechtstreeks gekozen senator | Namen-Dinant-Philippeville                  | -               | |
| Walthère de Selys Longchamps            | Liberaal  | Rechtstreeks gekozen senator | Namen-Dinant-Philippeville                  | -               | |
| Octave Selb                             | Katholiek | Provinciaal senator          | -                                           | Antwerpen       | Voorzitter van de commissie Spoorwegen, Posterijen en Telegrafie. |
| Victor Emile Fris                       | Katholiek | Provinciaal senator          | -                                           | Antwerpen       | |
| Auguste Cools                           | Katholiek | Provinciaal senator          | -                                           | Antwerpen       | |
| Eugène Goblet d'Alviella                | Liberaal  | Provinciaal senator          | -                                           | Brabant         | Secretaris. |
| Ferdinand Elbers                        | Socialist | Provinciaal senator          | -                                           | Brabant         | Vervangt vanaf 31 januari 1905 de overleden Vital Decoster (Liberaal). |
| Emile Henricot                          | Liberaal  | Provinciaal senator          | -                                           | Brabant         | |
| Emile Delannoy                          | Liberaal  | Provinciaal senator          | -                                           | Brabant         | |
| Albert Cappelle                         | Katholiek | Provinciaal senator          | -                                           | West-Vlaanderen | |
| Raphaël de Spot                         | Katholiek | Provinciaal senator          | -                                           | West-Vlaanderen | Vervangt vanaf 9 augustus 1905 Théophile de Lantsheere, die gouverneur van de Nationale Bank wordt.                                                                                    |
| Jules Vandenpeereboom                   | Katholiek | Provinciaal senator          | -                                           | West-Vlaanderen | |
| Herman della Faille d'Huysse            | Katholiek | Provinciaal senator          | -                                           | Oost-Vlaanderen | |
| Théodore Léger                          | Katholiek | Provinciaal senator          | -                                           | Oost-Vlaanderen | Tot 29 mei 1907 voorzitter van de commissie Binnenlandse Zaken en Openbaar Onderwijs en vanaf 29 mei 1907 voorzitter van de commissie Binnenlandse Zaken.                              |
| Alfred Claeys-Bouüaert                  | Katholiek | Provinciaal senator          | -                                           | Oost-Vlaanderen | |
| Désiré Fiévé                            | Katholiek | Provinciaal senator          | -                                           | Oost-Vlaanderen | |
| Edmond Piret-Goblet                     | Liberaal  | Provinciaal senator          | -                                           | Henegouwen      | |
| Antoine Vanderborght                    | Liberaal  | Provinciaal senator          | -                                           | Henegouwen      | Vervangt vanaf 8 mei 1906 de overleden Oswald de Kerchove de Denterghem. |
| Edmond Picard                           | Socialist | Provinciaal senator          | -                                           | Henegouwen      | |
| Arthur Bastien                          | Socialist | Provinciaal senator          | -                                           | Henegouwen      | |
| Charles Magnette                        | Liberaal  | Provinciaal senator          | -                                           | Luik            | Vervangt vanaf 28 februari 1906 Henry Lejeune Vincent, die om gezondheidsredenen ontslag neemt.                                                                                        |
| Georges Grimard                         | Socialist | Provinciaal senator          | -                                           | Luik            | |
| Henri La Fontaine                       | Socialist | Provinciaal senator          | -                                           | Luik            | Vanaf 12 november 1907 secretaris. |
| Eugeen Keesen                           | Katholiek | Provinciaal senator          | -                                           | Limburg         | |
| François Meyers                         | Katholiek | Provinciaal senator          | -                                           | Limburg         | |
| Paul de Favereau                        | Katholiek | Provinciaal senator          | -                                           | Luxemburg       | |
| Armand de Pitteurs-Hiegaerts            | Katholiek | Provinciaal senator          | -                                           | Luxemburg       | |
| Albert de Beauffort                     | Katholiek | Provinciaal senator          | -                                           | Namen           | |
| Charles Mincé du Fontbaré               | Katholiek | Provinciaal senator          | -                                           | Namen           | Vervangt vanaf 7 mei 1907 Théodule Poncelet, die om gezondheidsredenen ontslag neemt.                                                                                                  |
| Albert van België                       | -         | Senator van rechtswege       | -                                           | -               | Vanaf 13 november 1906. |